# Canton de Rivière-Pilote
Le canton de Rivière-Pilote est une ancienne division administrative française située dans le département et la région de la Martinique.

## Géographie
En Martinique, le canton de Rivière-Pilote correspondait à la seule commune de Rivière-Pilote dans l'arrondissement du Marin.

## Histoire
À la suite des élections territoriales de décembre 2015 concernant la collectivité territoriale unique de Martinique, le conseil régional et le conseil général sont remplacés par l'assemblée de Martinique. De fait, les cantons disparaissent.

## Administration
| Période                                                 | Période          | Identité            | Étiquette    | Qualité |
| ------------------------------------------------------- | ---------------- | ------------------- | ------------ | --- |
| 1955                                                    | 1973             | Jules Sauphanor     | DVD puis UDR | Médecin Maire de Rivière-Pilote (1953-1971) Suppléant du député Victor Sablé                                                 |
| 1973                                                    | 1997 (démission) | Alfred Marie-Jeanne | MIM          | Professeur de mathématiques Député (1997-2017) Maire de Rivière-Pilote (1971-2000) Président du Conseil régional (1998-2010) |
| 1997                                                    | 2001 (démission) | Lucien Veilleur     | MIM          | Retraité de l'enseignement Conseiller régional (1990-2010) Maire de Rivière-Pilote (2000-2014)                               |
| 2001                                                    | décembre 2015    | Lucien Adenet       | MIM          | |
| Les données antérieures ne sont pas encore mentionnées. |                  |                     |              | |

## Composition
Le canton de Rivière-Pilote se composait uniquement de la commune de Rivière-Pilote et comptait 12 680 habitants (population municipale) au 1er janvier 2012,.

## Démographie
| 1961 | 1967   | 1974   | 1982   | 1990   | 1999   | 2006   | 2009   | 2012   |
| ---- | ------ | ------ | ------ | ------ | ------ | ------ | ------ | ------ |
| -    | 12 027 | 11 064 | 11 249 | 12 617 | 13 057 | 13 629 | 13 468 | 12 680 |